# Protracheoniscus alabaschensis
Protracheoniscus alabaschensis is een pissebed uit de familie Trachelipodidae. De wetenschappelijke naam van de soort is voor het eerst geldig gepubliceerd in 1959 door Borutzkii.